# Pozornica
Pozornica je scenski prostor tj. mjesto na kojem se odigrava predstava. Sinonimi za pozornicu su: scena, bina, prizorište te još poneki rjeđe upotrebljavani.
Danas su kazališne pozornice uglavnom sličnih oblika i razlikujemo ih po površini i po tehničkoj opremljenosti, ovisno o namjeni. Različite vrste pozornica su:
- arena
- komorna pozornica
- pozornica-podij
- pozornica-kutija
- šekspirijanska pozornica
- kružna pozornica
- kabuki staza